# 포멜로
포멜로(pomelo, 학명: Citrus maxima 키트루스 막시마[*])는 운향과의 과일 나무(상록 관목 또는 소교목)이다. 원산지는 동남아시아이다.
열매는 익었을 때 연한 녹색에서 황색을 띠고, 과육은 흰색(극히 드물게는 분홍색이나 빨간색)이며 외피가 매우 두껍다. 직경이15~25cm 정도 되는 대형 감귤류이며 무게는 보통 1~2kg이다. 맛은 그레이프프루트와 유사한데 쓴 맛이 없어 대체로 부드럽고 달다.
포멜로는 귤속 재배식물의 교잡에 감귤나무(C. reticulata)에 이어 두 번째로 많이 관여된 식물이다. 흔히 재배되는 감귤 품종들은 순수 감귤나무(C. reticulata) 유전자 이외에도 포멜로 유전자를 일부 포함한다. 그 외에도 오렌지로 불리는 당귤나무(C. × sinensis, 스위트오렌지)나 쓴귤(Citrus × aurantium, 비터오렌지), 그리고 그레이프프루트(Citrus × paradisi) 등 수많은 귤속 재배식물이 포멜로와 감귤나무의 자연적 교잡 또는 인공적 교잡을 통해 만들어진다. 감귤나무와 포멜로의 교잡이 일어날 때 포멜로 DNA의 비율과 과일의 크기 사이에 직접적인 상관관계가 있으며, 산도(신맛)에 관여하는 포멜로 유전자가 교잡종 감귤의 맛을 결정하기도 한다.
교잡되지 않은 순수 포멜로 재배종으로 당유자, 만백유 등이 있다.

### 요리
과육과 즙은 먹을 수 있으며, 껍질은 잼이나 설탕절임으로 활용된다. 브라질에서는 껍질의 바깥쪽을 이용해 단맛이 나는 보존식을 만들며, 스펀지 같은 속껍질은 버린다. 스리랑카에서는 디저트로 먹으며, 때때로 설탕을 뿌려 먹는다. 폼엘로가 자생하는 동남아시아의 여러 지역에서는 디저트로 흔히 먹으며, 소금을 뿌리거나 소금 혼합물에 찍어 먹거나 샐러드로 만들어 먹는다. 필리핀에서는 폼엘로와 파인애플 주스를 섞어 분홍빛 음료를 만들기도 한다.
이 과일은 기원전 100년경 중국에서 전해졌을 가능성이 있다. 동아시아, 특히 광둥 요리에서는 브레이징한 폼엘로 속껍질이 섬유질이 풍부하고 지방 함량이 낮은 요리에 사용된다.

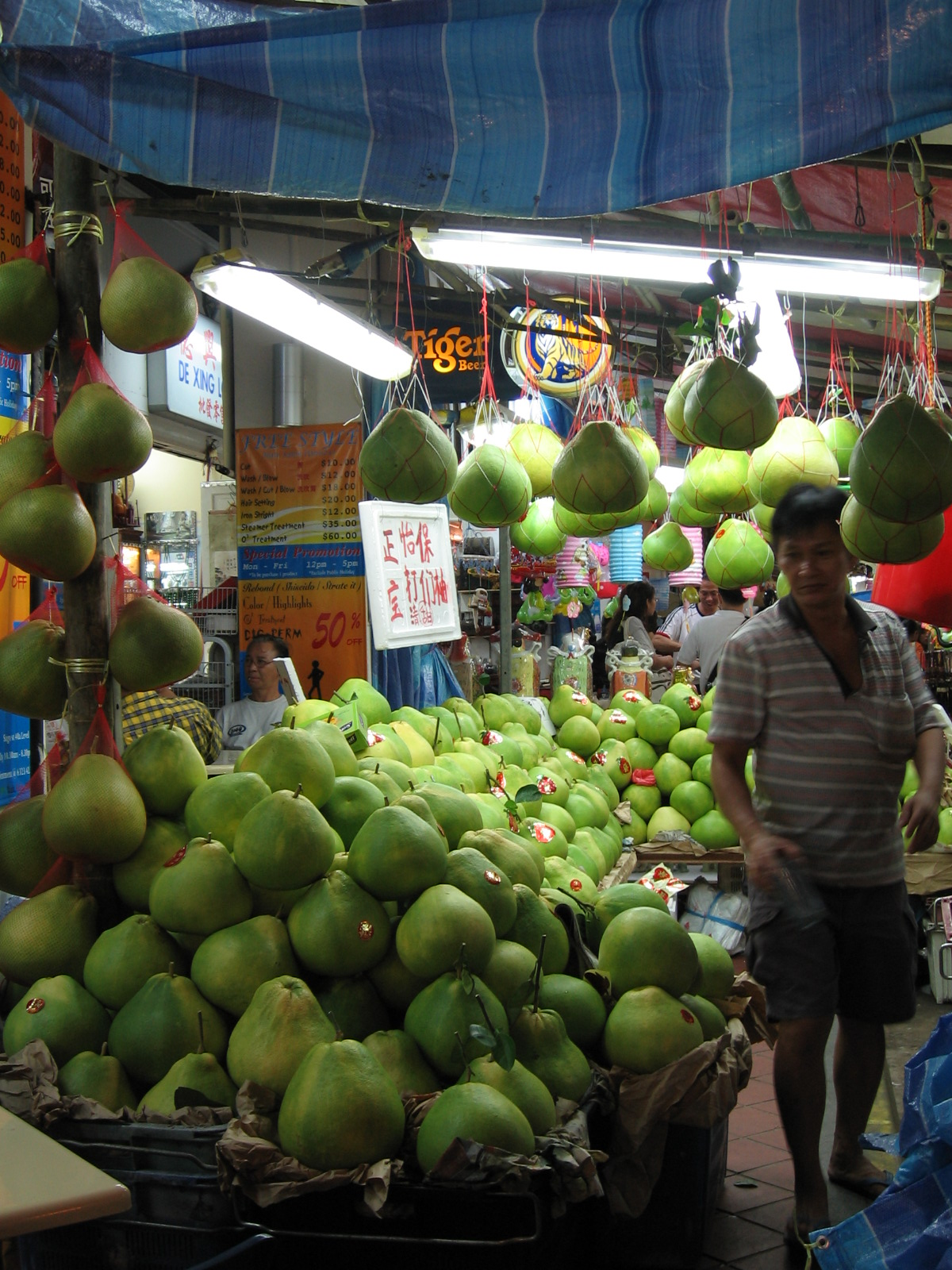
Ipoh 폼엘로가 싱가포르에서 판매되는 모습
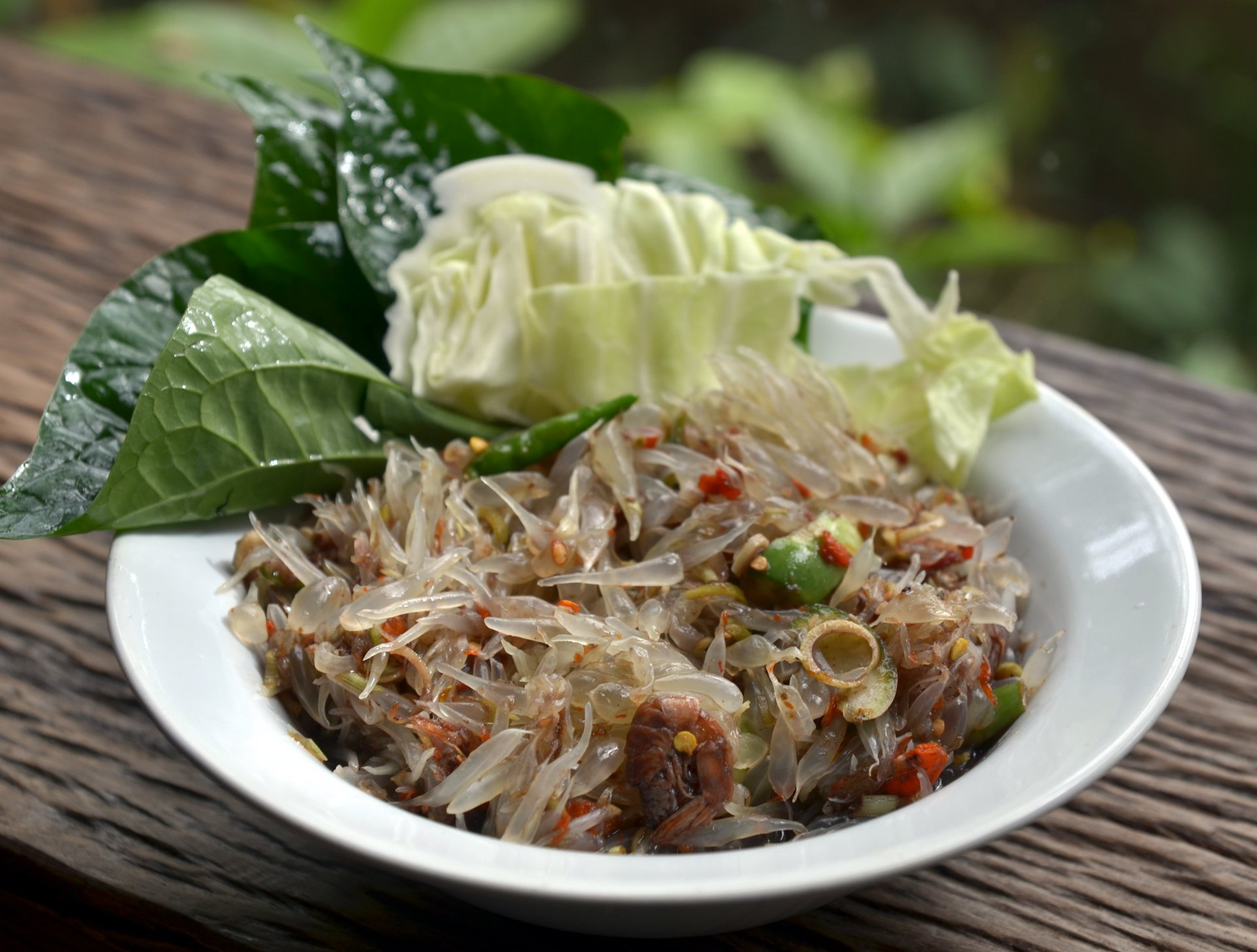
Tam som-o nam pu: 게 추출물이 들어간 매운 태국식 폼엘로 샐러드

## 사진

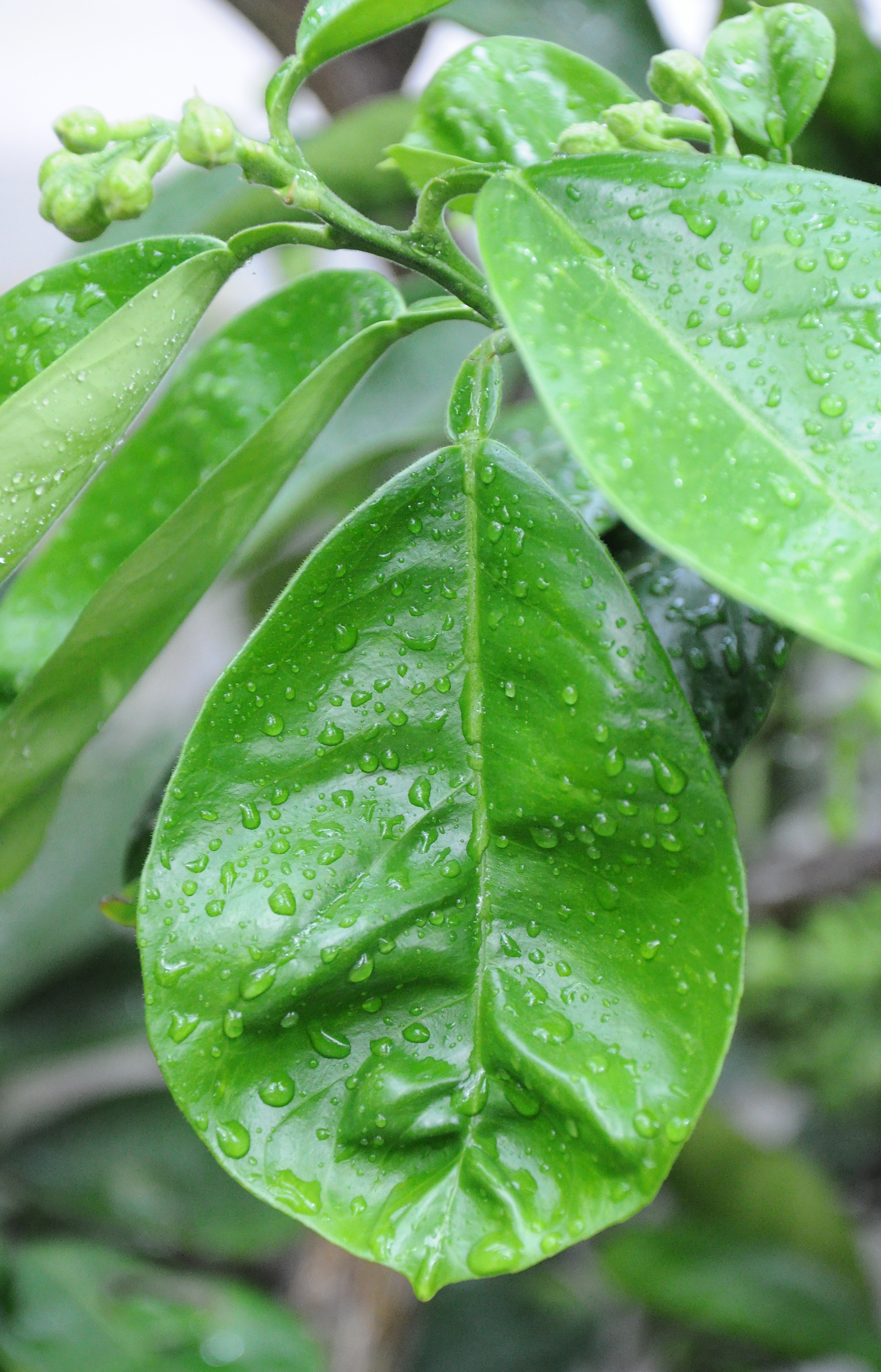
잎
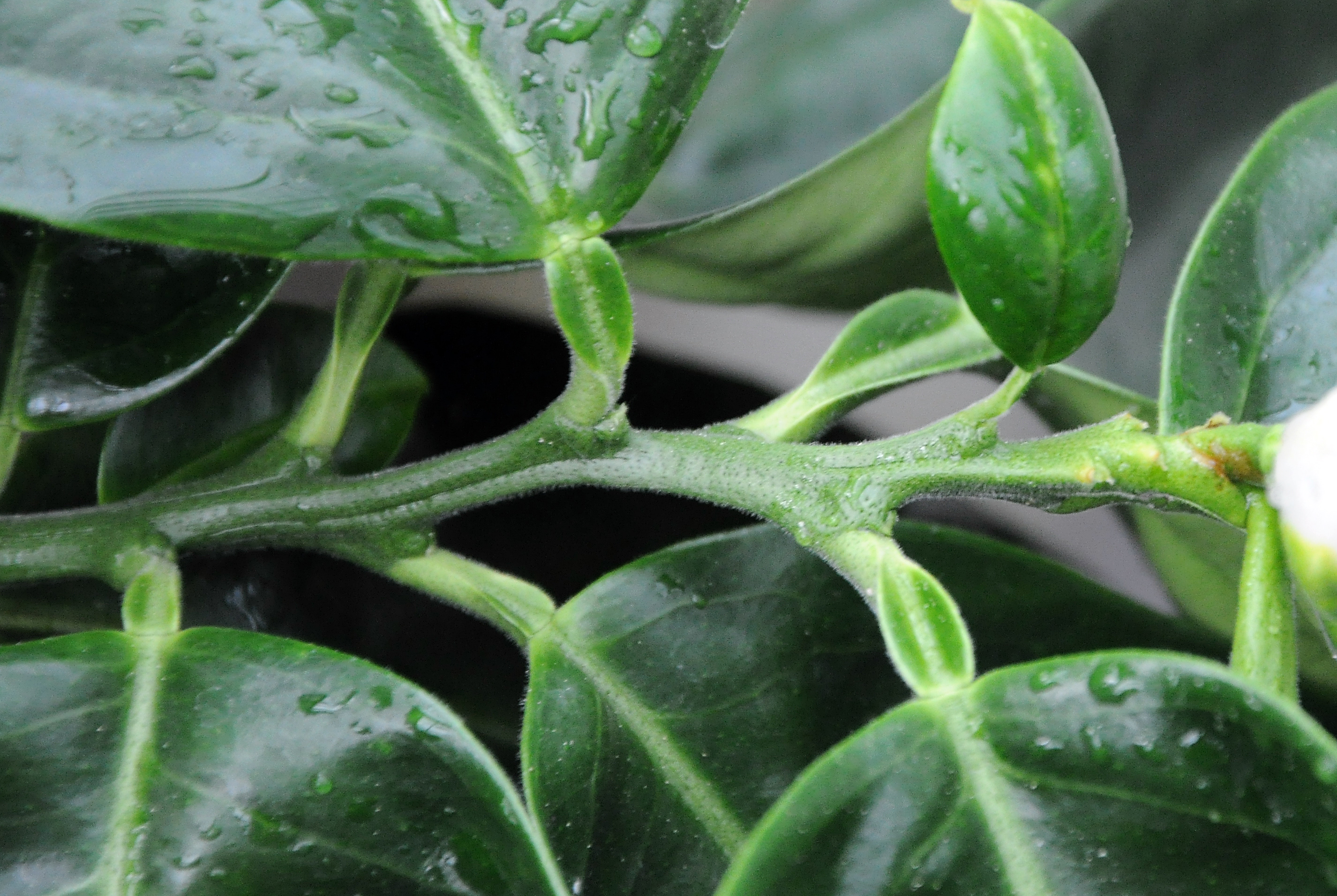
잎자루
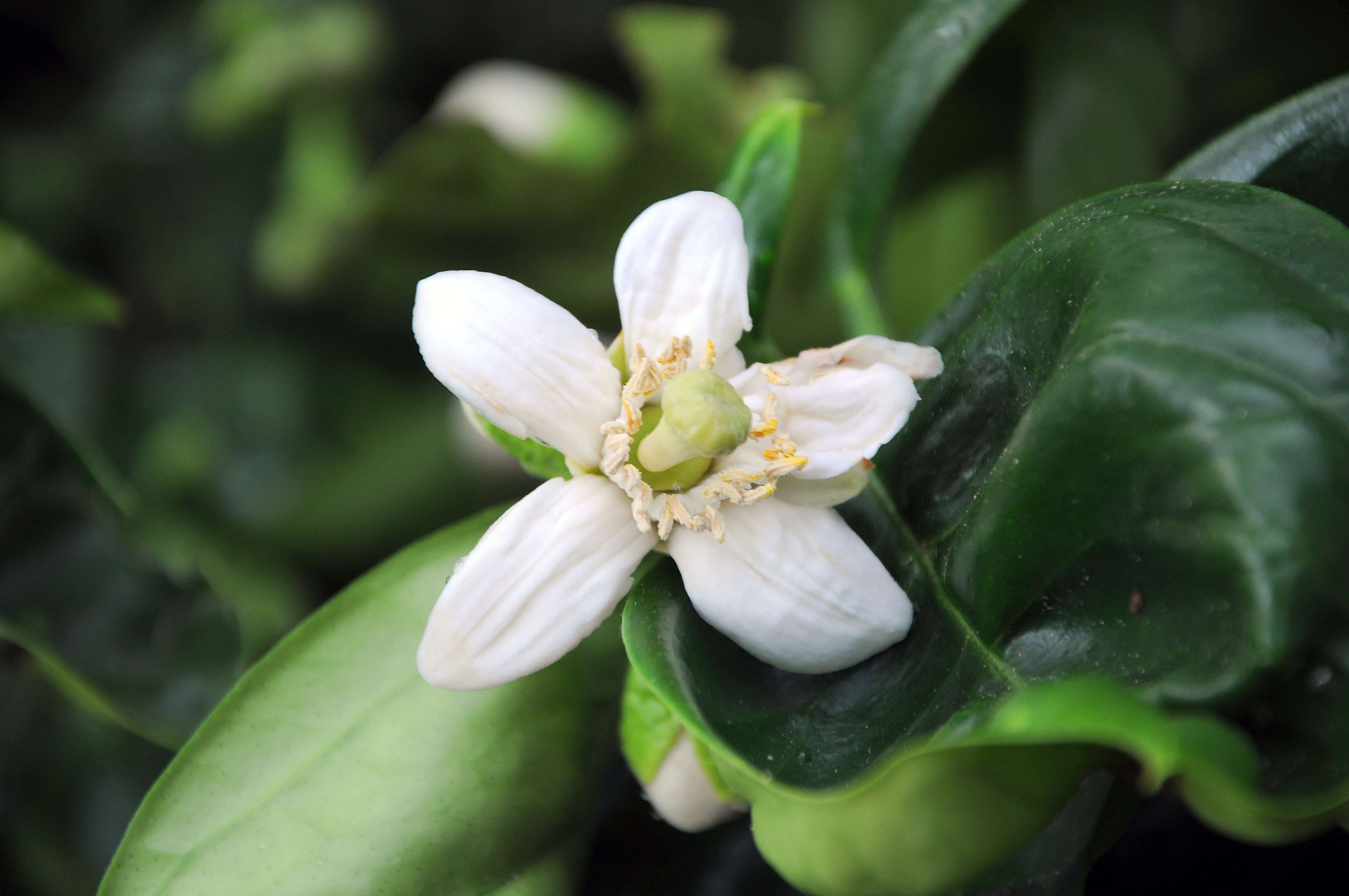
꽃
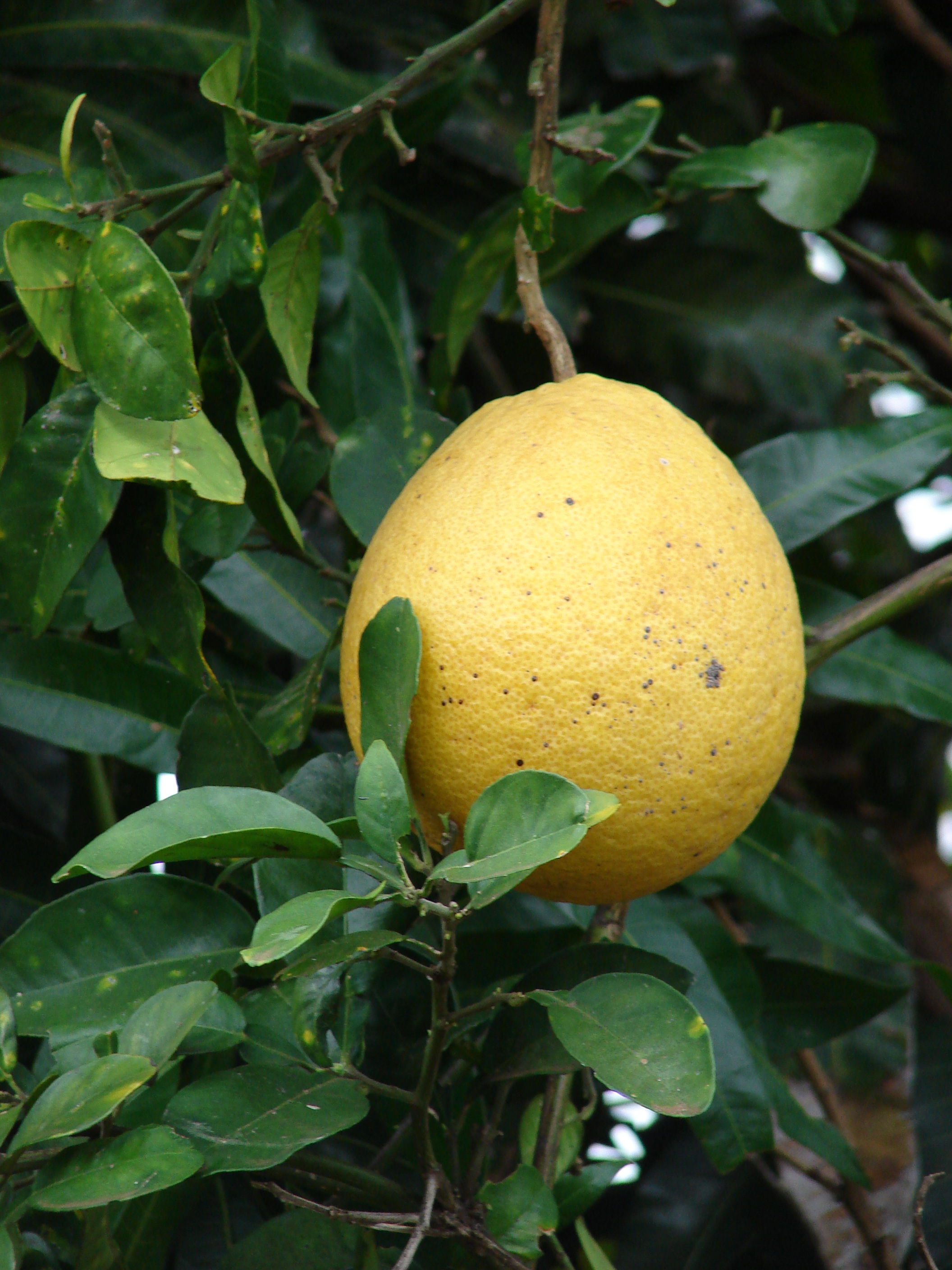
열매
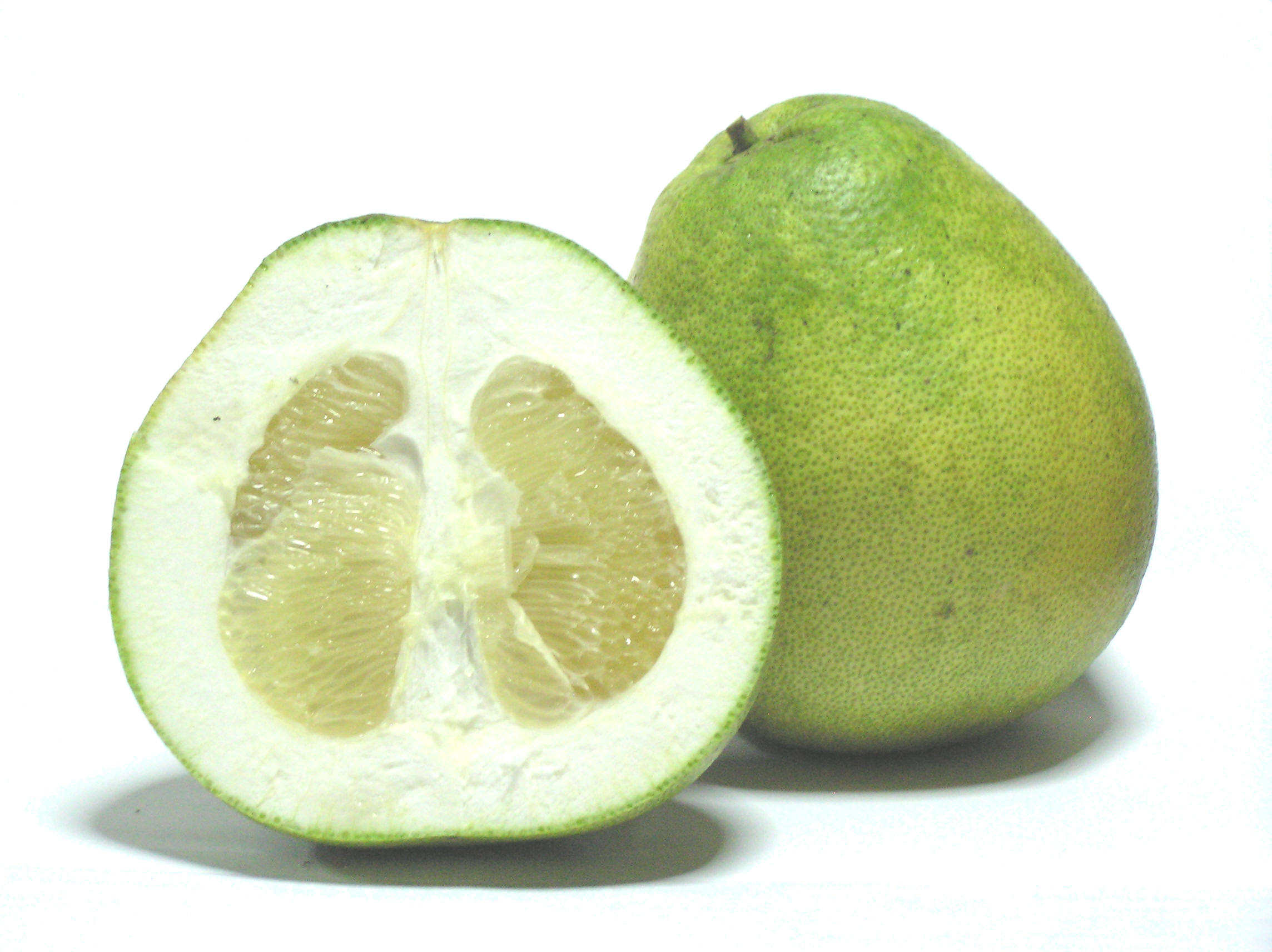
열매 단면